# Intact Media Group
Intact Media Group è un trust media della Romania facente parte dell'Holding GRIVCO di proprietà del politico ed uomo d'affari Dan Voiculescu. Intact è uno dei più grandi gruppi a capitale interamente romeno. Nel 2007 ha fatturato 130 milioni di euro

## Media di proprietà
Nell'agosto 2015 possiede i seguenti media:

### Televisioni
- Antena 1
- Antena Stars (ex Antena 2)
- Antena 3 CNN (ex Antena 3)
- Antena 4 (Happy Channel)
- Antena 5 (Antena Internaţional)
- Zu TV (ex GSP TV)

### Radio
- Romantic FM
- Radio ZU

### Periodici
- Jurnalul Național
- Gazeta Sporturilor
- Felicia
- BBC Good Food
- BBC Science Focus
- BBC Top Gear
- Financiarul
- Săptamâna Financiară

### B2B
- Intact Production
- Tipografia Intact
- Open Media Network
- Intact Interactive
- Euroexpo
- Intact Media Academy
- Seed Consultants Branding & Design